# Dinastia de David
La Dinastia de David, coneguda en hebreu com Maljut Beit David (מלכות בית דוד) "Regne de la Casa de David", fa referència al llinatge del rei David documentat a la Bíblia i al Talmud. El terme "Dinastia de David" es refereix a la dinastia davídica anomenada moltes vegades a l'Antic Testament.

## Orígens
Per ser escollit i proclamat rei, el costum en l'època del Tanakh deia que la persona havia de ser ungida en oli sant vessat al cap. En el cas de David, aquest acte va ser portat a terme pel profeta Samuel.
En hebreu, l'ungiment s'anomena meshija i un rei (melej) es sol dir que és legítim quan està ungit, és a dir, quan és un Melej HaMashiaj (rei ungit). El procediment significava el descens de la Santedat de Déu (Kedusha) sobre el rei i com a senyal d'un vincle que mai s'havia de trencar.

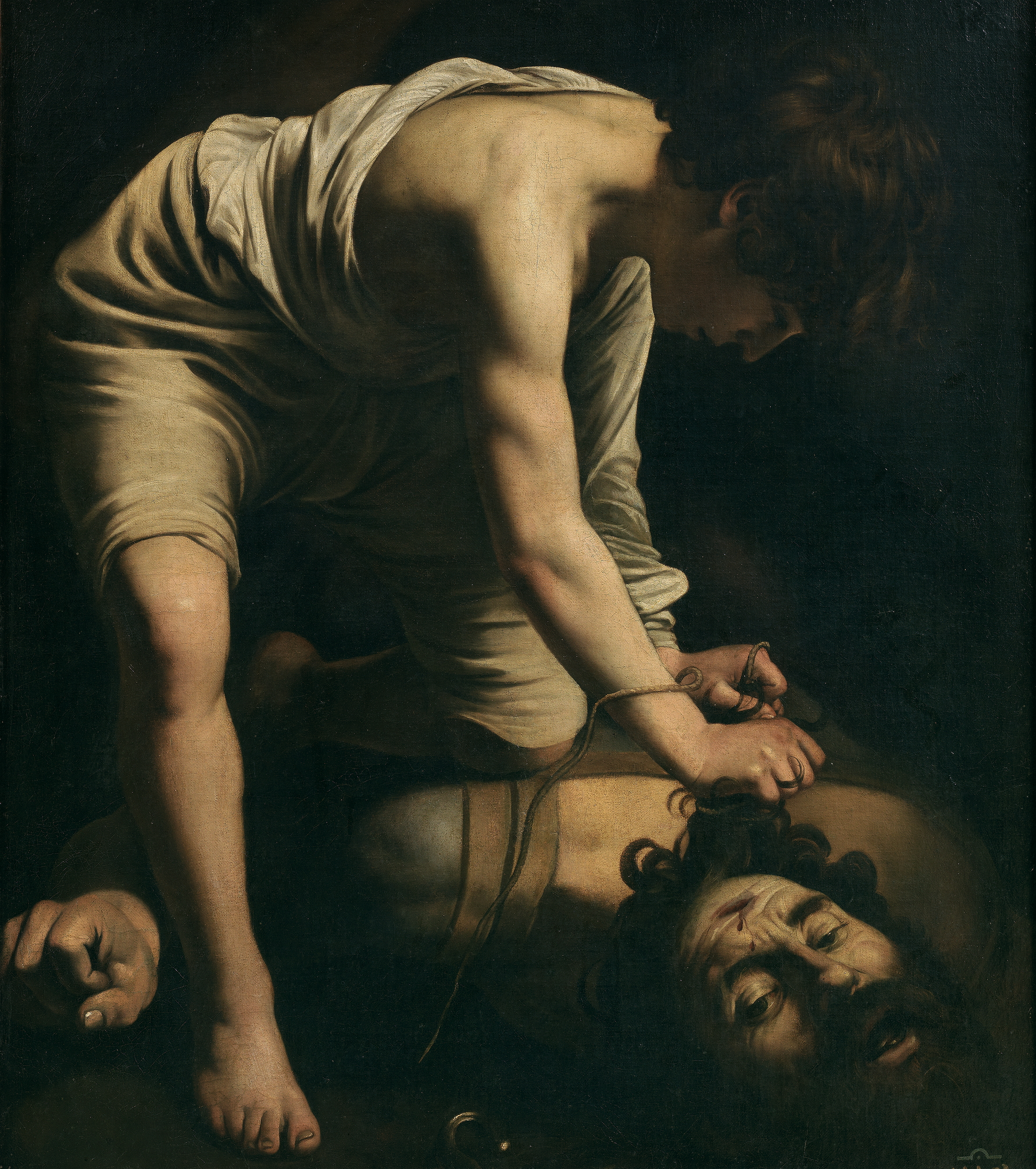
David i Goliath per Caravaggio

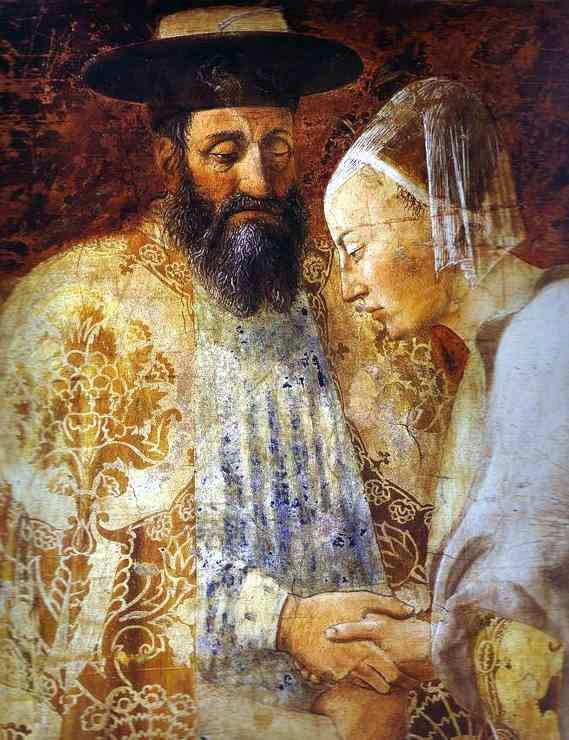
Salomó i la Reina de Sabà

El Primer Llibre de Samuel diu que la monarquia va estar concedida a la Casa de David per obra de Déu.
Inicialment, David només era rei de la Tribu de Judà governant des d'Hebron, però després de set anys i mig, la resta de tribus jueves també el van acceptar com el seu rei, tal com es relata al Llibre de les Cròniques.
Els reis següents, primer en el Regne Unit d'Israel i més tard només al Regne de Judà, van sostenir la seva ascendència directa del rei David per a validar el seu ascens al tron.
Després de la mort del rei Salomó, les déu tribus del nord del Regne d'Israel van rebutjar el llinatge davídic al no acceptar a Rehoboam, fill de Salomó, com el seu rei, escollint en canvi a Jeroboam, formant així el Regne d'Israel del Nord. Així, només va quedar sota domini de la Dinastia de David el sureny Regne de Judà, conformat per les tribus de Judà i Benjamí. Aquests acabarien sent finalment, conquerits per Nabucodonosor II, qui els va expulsar del seu territori en el que es coneix com el Captiveri Babilònic.

## Exili
Després de la conquesta de Judà per Nabucodonosor II, gran part de la seva població va ser deportada a Mesopotàmia, donant lloc al Captiveri de Babilònia. Allà, l'autoritat hebrea de més rang va ser l'exilarca, el qual era membre del llinatge de David. Algunes famílies jueves deportades van formar part d'aquesta dinastia, mantenint la descendència per via paterna. El titular de posició va ser considerat com a rei-en-espera.

## Reis de la Casa de David
Reis d'Israel
- David
- Salomó

Reis de Judà
- Roboam
- Abiyyam
- Asa
- Josafat
- Joram
- Ocozías
- Joàs
- Amasíes
- Ozíes
- Jotam
- Ajaz
- Exequíes
- Manasès
- Amon
- Josíes
- Joacaz
- Joiaquim
- Jeconies
- Sedecíes